# Ricardo Gareca
Ricardo Alberto Gareca Nardi (Tapiales, Buenos Aires, 10 de febrero de 1958) es un exfutbolista y entrenador de fútbol argentino, actualmente no tiene equipo.
Fue formado en Boca Juniors, debutando con este equipo en 1978. Pasó en 1981 a Sarmiento de Junín, donde se destacó como goleador, y fue reintegrado a Boca en 1982, permaneció en este club hasta 1984. Tras un breve paso por River Plate, llegó en 1985 al América de Cali y consiguió 2 campeonatos, en 1985 y 1986. En 1989 retornó a Argentina para jugar en Vélez Sarsfield, club del que es hincha e ídolo, y finalizó su carrera futbolística en Independiente, con el que logró la Supercopa Sudamericana 1994. Además, es el segundo entrenador más exitoso en la historia de Vélez Sarsfield, con cuatro títulos locales.
Fue entrenador de la selección de fútbol del Perú desde 2015 hasta 2022, con la que alcanzó el tercer lugar en la Copa América 2015, cuartos de final en la Copa América Centenario, la clasificación para la Copa Mundial de 2018 después de 36 años de ausencia, subcampeonato en la Copa América 2019, el cuarto lugar en la Copa América 2021 y la repesca AFC-Conmebol por la clasificación para la Copa Mundial de Fútbol de 2022, además de la mejor ubicación en el ranking FIFA en su historia (puesto 10).

## Trayectoria

### Como jugador

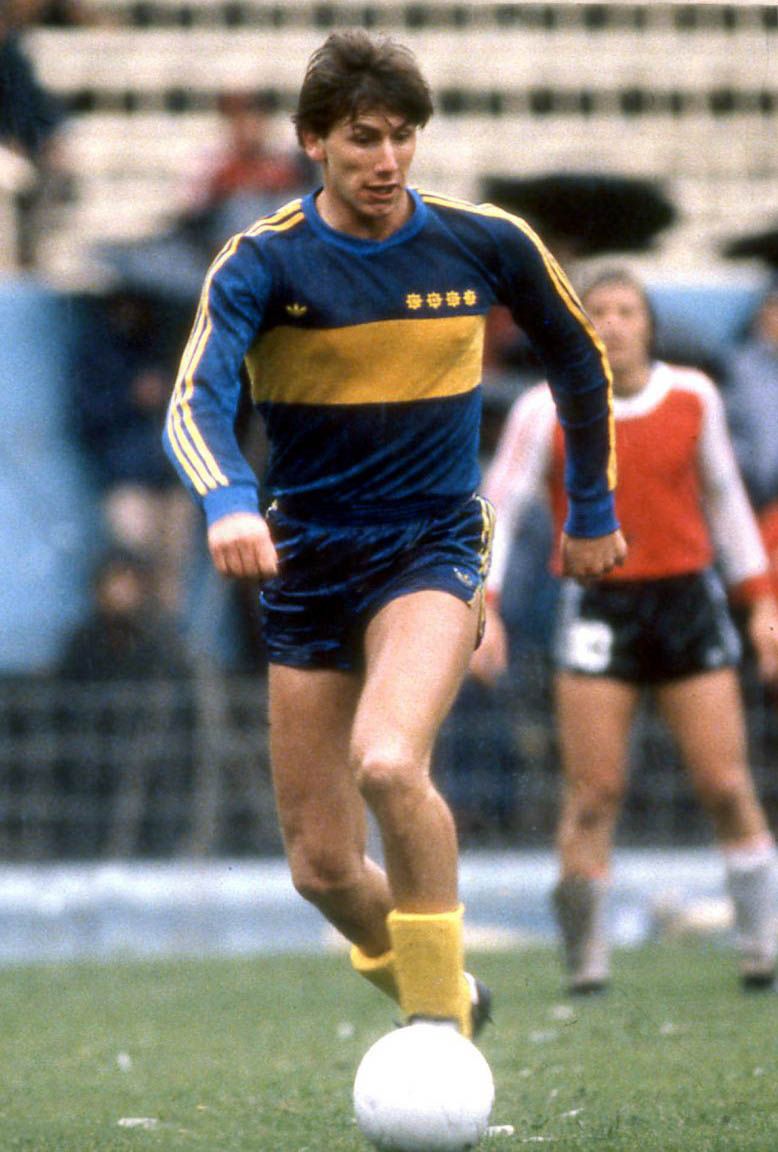
Ricardo Gareca en 1980 a sus 22 años de edad en el Club Atlético Boca Juniors en Argentina.

Conocido como el Tigre o el Flaco, comenzó su carrera como futbolista en Boca Juniors, formándose en sus divisiones juveniles. Luego de una irregular aparición en el equipo xeneize, pasó a préstamo al Sarmiento de Junín, para jugar el Metropolitano 1981. Allí se destacó como potente goleador. Su desempeño en Sarmiento hizo que Boca Juniors lo reintegrara a su plantilla, donde se convirtió en una de las máximas estrellas del fútbol criollo y donde en 1984 y por un conflicto contractual, junto con Oscar Ruggeri, provocó una gran huelga de futbolistas que terminó con la polémica salida del club de ambos jugadores, emigrando ambos hacia River Plate.
Tras unos pocos partidos jugados para River Plate, fue transferido al América de Cali, donde fue gran protagonista en el torneo colombiano al marcar goles decisivos que le significaron a los Diablos Rojos los títulos nacionales de 1985 y 1986, así como el subtítulo de 1987. También se destacó en la Copa Libertadores de América, en la que el conjunto escarlata obtuvo el subcampeonato en 1985, 1986 y 1987. Gareca terminó goleador del certamen de 1987 con 7 conquistas.
En 1989 volvió a la Argentina para vestir la camiseta con la que simpatizó desde niño, la de Vélez Sarsfield, donde se entronizó como uno de los mayores ídolos de la parcialidad de esa institución. Disputó 117 encuentros y anotó 24 goles con la V Azulada. Finalizó su carrera como jugador en Independiente, con el que salió campeón en el Torneo Clausura 1994.
Convirtió doscientos ocho goles como profesional, entre partidos nacionales e internacionales.

### Como entrenador
Hizo su debut como entrenador, en 1995, en San Martín de Tucumán, donde llevó al equipo hasta la final del octogonal, cayendo ante Colón. 

#### Talleres de Córdoba
Gareca llegó a Talleres de Córdoba en 1996 tras la salida de Osvaldo Sosa. Su ciclo por la institución cordobesa sería uno de los más importantes de la historia de la institución, en la que consolidó y armó un equipo sólido que fue protagonista de la Primera B Nacional a fines de los '90. Estaba al mando del equipo cuando, el 16 de noviembre de 1996, Talleres se impuso sobre Belgrano por 5 a 0, lo que marcó la victoria más abultada en la historia del Clásico Cordobés en el profesionalismo (partido oficial). Logró finalmente la consolidación del club en la final del Campeonato de la Primera B Nacional de 1997/98, ni más ni menos que frente al clásico del club, Belgrano de Córdoba. Talleres llegó como favorito y consiguió ganar la serie por la vía de los penales.
Un año después, el 8 de diciembre de 1999, obtuvo la Copa Conmebol, logrando de esta manera el segundo título con Talleres de Córdoba, el primero internacional para el club cordobés y por ende también para el entrenador. Su etapa dejó varios jugadores que en la actualidad son considerados auténticos ídolos, entre ellos se pueden citar a Diego Garay, Daniel Albornós, Rodrigo Astudillo, Javier Villarreal entre otros, son semillas de su proceso que hasta hoy perduran en el recuerdo.
El Talleres de Gareca quedó en la historia del fútbol cordobés. Ricardo Gareca es uno de los directores técnicos con mayor cantidad de victorias en el club de Barrió Jardín con 64 triunfos. El técnico tuvo un par de etapas posteriores en Talleres, no tan exitosas, en el 2001 y en el 2007.
El 28 de octubre de 2016 manifestó públicamente su deseo de volver a dirigir a Talleres, demostrando así que pese al paso de los años no se olvida de su primer club con paso exitoso en su carrera. Además citó que nunca dirigiría a Belgrano, terminándose de ganar un lugar especial en la memoria del hincha de Talleres.

#### Pasos menos exitosos (1997-2006)
En 1997 se fue de Talleres para ser entrenador de Independiente, conjunto en el que no obtuvo buenos resultados. En 2001, partió a Colón y después pasó por Quilmes y Argentinos Juniors.
En 2005 volvió a Colombia y fue presentado como director técnico de América de Cali, equipo del que fuera gran goleador en la década de los '80. A pesar de los buenos resultados, renunció por inconvenientes con los directivos de este equipo. En 2006 fue contratado por Santa Fe, donde la suerte le fue adversa al mando del conjunto cardenal.

#### Universitario de Deportes
En septiembre de 2007 fue contratado como entrenador del club Universitario de Deportes el cual se encontraba en plena competición, el equipo logró repuntar y terminó en la segunda posición del Torneo Clausura de ese año, clasificando a la Copa Sudamericana 2008 como Perú 1. En la temporada siguiente con la base del torneo anterior salió campeón del Torneo Apertura de 2008, logrando la clasificación a la Copa Libertadores 2009. El conjunto crema no lograba un título desde el año 2002.
En la Copa Sudamericana 2008 fueron eliminados en la fase preliminar por el Deportivo Quito tras empatar a cero en Lima y perder dos a uno en Quito. Para el Clausura el equipo decayó en su rendimiento terminando en décima posición y no consiguió jugar los play-off de ese año.
Por mutuo acuerdo con los dirigentes no se extendió el contrato y así se daba por finalizado su paso por el conjunto crema.

#### Vélez Sarsfield
En 2009 fue contratado como director técnico de Vélez Sarsfield, institución en la cual realizó una excelente campaña al ganar el Torneo Clausura 2009 en la última fecha, luego de derrotar al Club Atlético Huracán por 1 a 0 en el Estadio José Amalfitani con gol de Maxi Moralez.

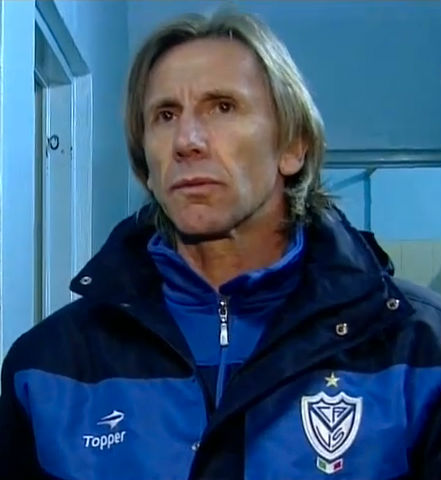
Ricardo Gareca dirigiendo a Vélez Sarsfield

En 2011 protagonizó el campeonato local y la Copa Libertadores de América, en la cual alcanzó las semifinales del torneo continental después de 17 años y ganar el Clausura, que tenía como puntero al Fortín desde la fecha 10.º. El 12 de junio, logró imponerse nuevamente ante el Globito en el estadio Tomás Duco por 2:0, con goles de Santiago Silva y de David Ramírez de penal y consagrarse campeón.
El 2 de diciembre de 2012, luego de vencer a Unión de Santa Fe por 2-0 (tantos de Facundo Ferreyra), obtuvo el Torneo Inicial 2012, tercer título como entrenador de Vélez Sarsfield a falta de una fecha para finalizar el campeonato.
Al año siguiente, el 29 de junio, ganó el Campeonato de Primera División 2012/13 tras derrotar por 1:0 al Club Atlético Newell's Old Boys en la final entre los ganadores de los torneos Inicial 2012 y Final 2013 disputada en el Estadio Malvinas Argentinas de la Ciudad de Mendoza.
Además de los cuatro títulos logrados (Clausura 2009, Clausura 2011, Inicial 2012 y Campeonato de Primera División 2012/13), fue semifinalista de las copas Libertadores 2011 y Sudamericana 2011, subcampeón del Torneo Apertura 2010, y tercero en los torneos Apertura 2011, Clausura 2012 y Torneo Inicial 2013.
Entre 2009 y 2013, el Tigre estuvo al frente del primer equipo en 254 partidos oficiales (194 locales y 60 internacionales). Festejó 130 victorias, con 65 empates y 59 derrotas, con 368 goles a favor y 215 en contra.

#### Palmeiras
En mayo de 2014 fue fichado como nuevo entrenador del Palmeiras. El fichaje fue muy festejado por los hinchas del Verdão y por la prensa paulista. Pero debido a los malos resultados, así como a la poca efectividad de la incorporación de jugadores como Fernando Tobio, Agustín Allione, Pablo Mouche y Jonatan Cristaldo, provocó mucha presión en su proceso como entrenador del equipo. Finalmente, en el inicio de septiembre, el Tigre fue desvinculado del equipo paulista.

#### Selección de Perú (2015-2023)
En marzo de 2015, fue contratado para ser entrenador de la selección peruana. Hizo su debut como entrenador el 31 de marzo de 2015, en un partido amistoso contra Venezuela, siendo derrotado por el marcador de 1 a 0. En la Copa América Chile 2015 jugó su primer partido ante Brasil y cayó agónicamente 2-1. Su primer triunfo lo consiguió en Valparaíso en la segunda fecha, derrotando precisamente al mismo Venezuela y por el mismo marcador, 1-0. El autor del gol fue Claudio Pizarro. En su tercer partido por el torneo continental empató con su similar de Colombia, 0-0, lo que le sirvió para clasificar a la siguiente ronda en segundo lugar del grupo C. En cuartos de final, enfrentó a su similar de Bolivia ganando por un contundente hat-trick de Paolo Guerrero, con el resultado final de 3-1, pasando entre los cuatro mejores del torneo. En semifinales se presentó ante Chile perdiendo por 2 a 1, donde fue expulsado el peruano Carlos Zambrano y frente a Paraguay por el tercer puesto del torneo logró la victoria 2 a 0, con goles de André Carrillo y Paolo Guerrero.
Su primer partido en las eliminatorias fue ante Colombia en donde Perú perdió 2-0 en condición de visita. Desde allí, tuvo el peor arranque de eliminatorias de la historia de Perú en el formato de «todos contra todos», al solo lograr 4 puntos en 7 fechas disputadas, llegando a ser peor que la clasificatoria del 2010 a mando de Chemo del Solar. A pesar de que la gran mayoría de Perú pedía su destitución, continuó al cargo. Luego del fallo del TAS, en el partido perdido ante Bolivia en La Paz, la selección de Perú logró repuntar en las eliminatorias con un equipo con base en la Copa América 2016, dejando de lado a jugadores «indiscutibles», entre ellos Claudio Pizarro, Carlos Zambrano y Juan Manuel Vargas.
A partir de la fecha 7, Perú solo perdió 2 partidos (contra Chile en Santiago, y contra Brasil), sumando 26 puntos que lo ubicaron en el quinto lugar, por encima de Chile, con resultados destacados como las victorias ante Paraguay y Ecuador en condición de visita y el empate ante Argentina en La Bombonera. Eso llevó a que jugara el repechaje o repesca con el correspondiente equipo de Oceanía. Fue así como, el 15 de noviembre, con goles de Jefferson Farfán y Christian Ramos, logra la clasificación de la selección peruana al Mundial de Rusia 2018 con un marcador global de 2-0 ante Nueva Zelanda, después de 36 años de ausencia.

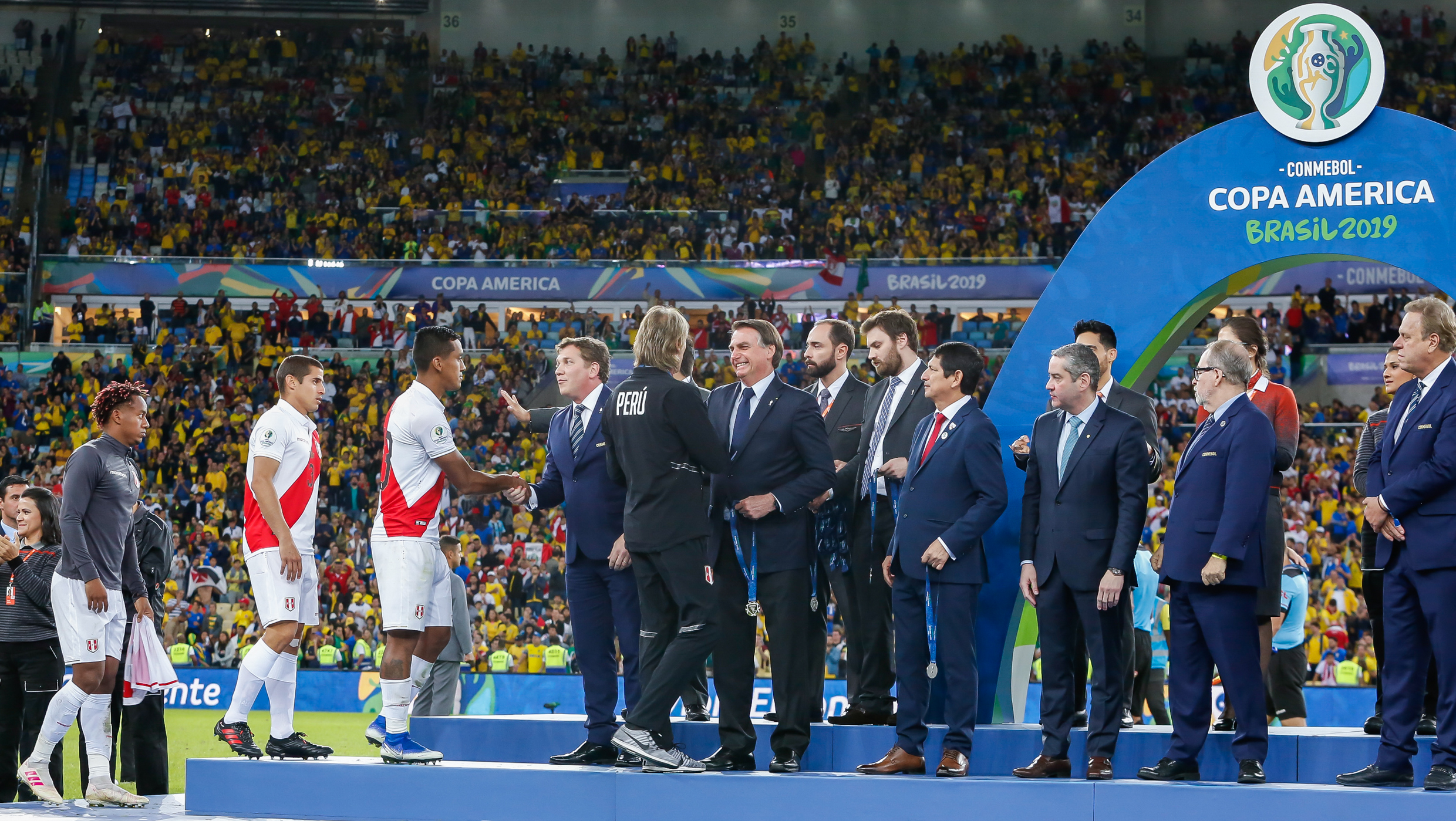
Selección de Perú siendo reconocida como subcampeona de la Copa América 2019, en la imagen, Ricardo Gareca liderando a la selección para recibir sus medallas.

En el Mundial de Rusia no tuvo fortuna, sucumbiendo ante Dinamarca y Francia por la mínima diferencia en ambos casos. Aun así, ya eliminado de la competencia ganó su último partido frente a Australia por 2 a 0, con un gol y una asistencia de su artillero histórico Paolo Guerrero quien llegó en ese último encuentro a 36 tantos con la casaca del equipo nacional. En honor a los logros conseguidos con la selección peruana de fútbol se colocó un monumento al entrenador en el distrito limeño de San Miguel.
El 8 de agosto de 2018, renueva con la selección de fútbol de Perú hasta el final de la eliminatoria sudamericana para el Mundial de Catar 2022. El día 20 de noviembre, tras la derrota por 2-3 frente a Costa Rica, Ricardo Gareca se convirtió en el entrenador con más partidos dirigidos por la selección peruana de fútbol, superando así a Marcos Calderón.
En la Copa América 2019, sus dirigidos lograron discretos resultados en la zona de grupos, empatando en 0 contra Venezuela, ganándole 3-1 a Bolivia (luego de ir perdiendo 0-1 por el gol de Martins, de penal) y sufriendo un traspié con Brasil (0-5), terminando así como mejor tercero, por lo que accedió a cuartos de final. Eliminó a Uruguay por penales (fue fundamental el penal tapado por Gallese a Luis Suárez) y posteriormente, con una actuación descollante aunque trabajada, vencieron al último bicampeón Chile por 3-0 jugando de manera sólida, con grandes atajadas de Gallese y goles de Flores (21´) Yotún (38´) y Guerrero (90´+1´), accediendo a la final contra Brasil, la cual Perú perdió 3-1.
Tras finalizar una gran Copa América, se disputaron amistosos frente a Uruguay y Brasil donde Christofer Gonzáles y Luis Abram anotarían goles respectivamente ganando 1-0 a la Canarinha y empatando a 1 con los charrúas. Tras la pandemia del COVID-19, las eliminatorias 2022 se retrasarían y la fecha 1 empezaría en octubre del 2020. La selección peruana empezó rescatando un empate con Paraguay 2-2, con 2 tantos donde André Carrillo. Luego, jugaron con Brasil en el Estadio Nacional donde nuevamente André Carrillo abriría el marcador a los 5 minutos, pero Neymar empataría el encuentro de penal. Renato Tapia se pondría otra vez encima en el marcador pero Richarlison marcaría el empate tras error del portero Pedro Gallese. Luego un polémico penal cobrado por Neymar marcaría la ventaja de 3 a 2,además Carlos Zambrano sería expulsado por una absurda falta. Neymar marcaría su triplete y seriea derrota por 4-2. Contra Chile, Argentina y Colombia se vio el peor momento de la Era Gareca, ya que la selección entró en una crisis de resultados negativos, ya que en la visita a Santiago, Arturo Vidal con dos tantos le daría victoria por 2-0. En Lima, la selección argentina sobrepasó a la local 2-0 y con goles de Nicolás González y Lautaro Martínez la selección sumaría tan solo un punto en 4 fechas. En la siguiente fecha doble, el punto más bajo fue el partido con Colombia en Lima, ya que Perú caería por un marcador de 3-0 con goles de Yerry Mina, Matheus Uribe y Luis Díaz. Pero 4 días después sorprendió con su recuperación, tras derrotar a la selección ecuatoriana en Quito con grandes performances de Gianluca Lapadula, Christian Cueva y Luis Advíncula, resultado 2-1.
La Copa América 2021 empezó directamente después del partido en Quito, y empezaría con derrota ante la selección Brasilera y caería por 4 a 0 con goles de Álex Sandro, Neymar, Éverton Ribeiro y Richarlison. En el siguiente partido con Colombia, con goles de Sergio Peña y un autogol de Yerry Mina la selección peruana derrotaría a los cafeteros por 2-1, siendo la primera victoria de la era Gareca ante Colombia. En la siguiente jornada tras ir perdiendo por 2-0 frente a Ecuador, la selección de Gareca mostraría una gran recuperación en el 2.º tiempo, Gianluca Lapadula y André Carrillo se encargaron de igualar el encuentro y el partido terminó 2-2. Ya en la última jornada, la selección peruana derrotaría a Venezuela con gol de André Carrillo y se clasificaba a los cuartos de final como 2.º enfrentando al 3.º Paraguay, en un partido intenso y vibrante con marcador de 3-3 en el tiempo reglamentario, con goles de Gustavo Gómez en contra, Gianluca Lapadula y Yoshimar Yotún. tras la igualdad se definiria porla tanda de penales. Lapadula, Yotún, Tapia y Trauco anotarían, mientras que Alberto Espínola fallaría el tanto definitivo, asegurando la clasificación peruana a Semifinales. Se volverían a encontrar con Brasil, cayendo por 1 a 0 con gol de Lucas Paquetá. Ya en el partido por el tercer lugar con Colombia, la selección peruana perdió por 3 a 2 con goles de Yoshimar Yotún y Gianluca Lapadula pero Luis Díaz anotó el tanto definitivo en los descuentos del partido, obteniendo Colombia el 3.er lugar la Copa América 2021.
De vuelta a las eliminatorias, se confiaría en jugadores como Alexander Callens, Marcos López y Anderson Santamaría quien tendría un papel muy importante en esta fecha triple donde los rivales eran Uruguay, Venezuela y Brasil. Tras la suspensión por acumulación por tarjetas amarillas de Gianluca Lapadula, Gareca alineó a un convaleciente por lesión Paolo Guerrero, quien no estaba en su mejor momento para enfrentar a Uruguay por la novena fecha de las eliminatorias, donde Renato Tapia abriría el marcador tras un gol de chilena sin embargo, la alegría no duro mucho ya que tras error en salida de Anderson Santamaría, Uruguay marcaría el empate. Ya con Gianluca Lapadula de vuelta contra Venezuela, la selección peruana obtuvo un triunfo agónico y sus primeros 3 puntos de local con gol de Christian Cueva 1-0. En el partido con Brasil de visita, la selección peruana cayo con nuevos yerros en salida de Anderson Santamaría y Luis Advíncula por un marcador de 2 a 0. La selección se ubicaría en el séptimo lugar. 
La siguiente fecha triple de la selección peruana recibiría a Chile, luego ir a la altura de La Paz con Bolivia y visitar a Argentina. Lo previo a la triple fecha fue complicado, André Carrillo quedaba fuera por una lesión de espalda, también Renato Tapia por una lesión. Otros jugadores como Yordy Reyna, Raúl Ruidíaz y Edison Flores se lesionaron previo y durante la fecha triple. Además Paolo Guerrero y Luis Advíncula cayeron en la plena fecha triple. Regresaron Pedro Aquino, Santiago Ormeño y el experimentado Jefferson Farfán. En el primer partido de la fecha fue victoria ante Chile 2-0 con goles de Christian Cueva y Sergio Peña con gran actuación de Pedro Aquino. En un agónico y luchado partido en La Paz frente a Bolivia, tras una pérdida de pelota de Christian Cueva en media cancha, Ramiro Vaca de contragolpe marcaría el único gol del partido al minuto 83. En la visita a Buenos Aires, Lautaro Martínez le ganaría la posición a  Carlos Zambrano y marcaría un gol de cabeza. Pero la gran oportunidad peruana llegaría al minuto 57. Tras pase filtrado de Pedro Aquino, Jefferson Farfán tomaría control de la pelota y dribleo al portero Martínez, quien lo atropellaría  marcándose penal. Yoshimar Yotún cobro y la estrelló en el travesaño, perdiendo la oportunidad de empatar el encuentro.
La siguiente fecha, la selección recibiría a Bolivia en Lima y visitaría a Venezuela. En el partido con Bolivia, debido a la acumulación de amarillas de Yohsimar Yotún, Gareca alinea a Christofer Gonzáles de gran actuación como titular, siendo una victoria holgada por 3-0 con goles de Gianluca Lapadula, Christian Cueva y Sergio Peña. Si se quería mantener con chances de clasificación, la selección peruana estaba obligada a obtener los 6 puntos de fecha doble en su visita a Venezuela por la fecha 14. La selección peruana abrió el marcador con tanto de cabeza de Gianluca Lapadula tras pase de Carrillo, en el minuto 51 empató Darwin Machís para los anfitriones, poco después, Christofer Gonzáles provocaría un tiro libre cobrado por Christian Cueva anotando el 2-1. Sin embargo una mano en el área de Miguel Trauco fue castigada con penal, Darwin Machís ejecutó y Pedro Gallese lo terminaría atajando, siendo victoria peruana por 2-1 luego de 24 años de no vencer a la Vinotinto en su casa. Meses después, el 28 de enero del 2022 jugarían Colombia vs Perú y por un buen planteamiento en la defensa, la blanquirroja ganaría por la mínima al minuto 84’ con asistencia de Christian Cueva y así anotando Edison Flores el 0-1 por el filo del arco de David Ospina (en ese momento Perú estaba 4.º con 20 puntos y Colombia 6.º con 17 puntos). Días después, el 1 de febrero del mismo año jugarían contra la selección ecuatoriana en Lima que a los 2’ minutos del partido se impuso 0-1 tras la mala recepción de Alexander Callens y tras varios intentos de empatar el partido, la blanquirroja lo logró al minuto 69’ con centro de Luis Advincula y nuevamente apareciendo Edinson Flores para empujarla y así terminado el partido 1-1.
El 14 de julio del 2022, anunció que no seguirá más como entrenador de la selección peruana, tras no haber superado la fase de repechaje al Mundial de Fútbol del 2022, tras caer 5-4 en penales ante el seleccionado australiano de fútbol. No obstante, el periodista Umberto Jara sugirió en 2024 que fue despedido por el presidente de la federación deportiva Agustín Lozano.

##### Participaciones en Copas del Mundo
| Torneo                  | Sede           | Selección | Resultado        |
| ----------------------- | -------------- | --------- | ---------------- |
| Copa América 2015       | Chile          | Perú      | Tercer lugar     |
| Copa América Centenario | Estados Unidos | Perú      | Cuartos de final |
| Copa América 2019       | Brasil         | Perú      | Subcampeón       |
| Copa América 2021       | Brasil         | Perú      | Cuarto lugar     |

| Torneo            | Sede  | Resultado      |
| ----------------- | ----- | -------------- |
| Copa Mundial 2018 | Rusia | Fase de grupos |

#### Segunda etapa en Vélez Sarsfield (2023)
El 8 de marzo del 2023, acordó su regreso a Vélez Sarsfield luego de casi 10 años sin dirigir en el fútbol argentino, firmando un contrato hasta finales del mismo año.Luego de una seguidilla de resultados irregulares, el 4 de junio del mismo año presentó su renuncia al cargo.

#### Selección de Chile (2024-2025)
El 24 de enero de 2024 fue oficializado como entrenador de la selección de Chile. Debutó con la Roja en marzo siguiente, cuando dejó buenas sensaciones tras ganar a la selección de Albania por 3-0 y perder con la selección de Francia, actual subcampeona del mundo, por 3-2. El seleccionado sudamericano quedó eliminado en la fase de grupos de la Copa América 2024 después de finalizar en el tercer puesto del Grupo A. En competiciones oficiales, Gareca obtuvo un rendimiento del 17,4 % en los trece partidos oficiales que dirigió a la selección de Chile, convirtiéndose en el entrenador con el porcentaje más bajo de efectividad en la historia del equipo. El 10 de junio de 2025 fue desvinculado del cargo de entrenador al quedar la Roja sin opciones matemáticas de clasificar al mundial de 2026 tras la derrota ante Bolivia por 2-0 en la fecha 16 de las eliminatorias.

## Selección nacional
Fue internacional con la selección de fútbol de Argentina en veinte ocasiones y marcó seis goles. Aunque no tuvo mucha suerte con la camiseta albiceleste. César Luis Menotti lo convocó por primera vez en 1981 para un partido contra Polonia. Sin embargo, decidió no tenerlo en cuenta al año siguiente para el Mundial de España 1982. El siguiente técnico, Carlos Bilardo lo convocó para el primer partido de las eliminatorias, donde no rindió. Luego de esto, Argentina estaba en complicaciones para clasificar al Mundial que luego ganaría, el DT lo llamó para el último partido. En ese recordado partido, convirtió el agónico gol frente a Perú que clasificó a la Argentina. A pesar de esto, y como en la oportunidad anterior, no fue incluido en la última convocatoria que definió el plantel que viajó a México el año siguiente y ganó la Copa del Mundo. Gareca señaló años después que tal vez ese fue el trago más amargo de su carrera, el de no viajar al Mundial: «Cuando terminaron las eliminatorias del 86 la verdad es que yo no estaba en un buen nivel, perdí la titularidad con Bilardo. Arranqué como titular frente a Venezuela y reaparecí contra Perú, en el que convertí el gol. No estaba bien anímicamente, tenía expectativas muy importantes en la selección y no se me cumplieron, fue un golpe muy duro no ir al Mundial».

### Participaciones en Clasificatorias a Copas del Mundo
| Eliminatorias             | País   | Resultado   | Posición | PJ | G |
| ------------------------- | ------ | ----------- | -------- | -- | - |
| Eliminatorias México 1986 | México | Clasificado | 1.º      | 2  | 1 |

### Participaciones en la Copa América
| Copa              | Sede          | Resultado     | PJ | G |
| ----------------- | ------------- | ------------- | -- | - |
| Copa América 1983 | Sin sede fija | Primera ronda | 4  | 0 |

## Estadísticas

### Como futbolista
| Club                     | País      | Año       |
| ------------------------ | --------- | --------- |
| Boca Juniors             | Argentina | 1978-1984 |
| → Sarmiento (J) (cedido) | Argentina | 1981      |
| River Plate              | Argentina | 1985      |
| América de Cali          | Colombia  | 1985-1989 |
| Vélez Sarsfield          | Argentina | 1989-1992 |
| Independiente            | Argentina | 1993-1994 |

### Como entrenador

#### Clubes
| Equipo                            | Div.         | Temporada    | Liga  | Liga | Liga | Liga | Liga |       | Copa | Copa | Copa | Copa  |    | Internacional | Internacional | Internacional | Internacional | Internacional |   | Otros | Otros | Otros | Otros |     | Totales     | Totales | Totales | Totales | Totales | Totales | Totales | Totales |
| Equipo                            | Div.         | Temporada    | Part. | G    | E    | P    | Pos. | Part. | G    | E    | P    | Part. | G  | E             | P             | Pos.          | Part.         | G             | E | P     | Part. | G     | E     | P   | Rendimiento | GF      | GC      | Dif.    |         |         |         |         |
| --------------------------------- | ------------ | ------------ | ----- | ---- | ---- | ---- | ---- | ----- | ---- | ---- | ---- | ----- | -- | ------------- | ------------- | ------------- | ------------- | ------------- | - | ----- | ----- | ----- | ----- | --- | ----------- | ------- | ------- | ------- | ------- | ------- | ------- | ------- |
| San Martín Argentina              | 2.ª          | 1994-95      | 11    | 6    | 2    | 3    | 5.º  | -     | -    | -    | -    | -     | -  | -             | -             | -             | 6             | 2             | 2 | 2     | 17    | 8     | 4     | 5   | 54.9 %      | 18      | 15      | +3      |         |         |         |         |
| San Martín Argentina              | Total        | Total        | 11    | 6    | 2    | 3    | -    | -     | -    | -    | -    | -     | -  | -             | -             | -             | 6             | 2             | 2 | 2     | 17    | 8     | 4     | 5   | 54.9 %      | 18      | 15      | +3      |         |         |         |         |
| Talleres Argentina                | 2.ª          | 1996-97      | 22    | 12   | 8    | 2    | 2.º  | -     | -    | -    | -    | -     | -  | -             | -             | -             | 6             | 3             | 2 | 1     | 28    | 15    | 10    | 3   | 65.47 %     | 48      | 23      | +25     |         |         |         |         |
| Independiente Argentina           | 1.ª          | 1997-C       | 4     | 1    | 1    | 2    | 4.º  | -     | -    | -    | -    | -     | -  | -             | -             | -             | -             | -             | - | -     | 4     | 1     | 1     | 2   | 33.33 %     | 4       | 4       | +0      |         |         |         |         |
| Independiente Argentina           | 1.ª          | 1997-A       | 15    | 7    | 3    | 5    | Inc. | -     | -    | -    | -    | 6     | 2  | 2             | 2             | FG            | 1             | 0             | 0 | 1     | 22    | 9     | 5     | 8   | 48.49 %     | 34      | 33      | +1      |         |         |         |         |
| Independiente Argentina           | Total        | Total        | 19    | 8    | 4    | 7    | -    | -     | -    | -    | -    | 6     | 2  | 2             | 2             | -             | 1             | 0             | 0 | 1     | 26    | 10    | 6     | 10  | 46.15 %     | 38      | 37      | +1      |         |         |         |         |
| Talleres Argentina                | 2.ª          | 1997-98      | 24    | 10   | 6    | 8    | 1.º  | -     | -    | -    | -    | -     | -  | -             | -             | -             | -             | -             | - | -     | 24    | 10    | 6     | 8   | 50 %        | 34      | 25      | +9      |         |         |         |         |
| Talleres Argentina                | 1.ª          | 1998-A       | 19    | 7    | 3    | 9    | 13.º | -     | -    | -    | -    | -     | -  | -             | -             | -             | -             | -             | - | -     | 19    | 7     | 3     | 9   | 42.1 %      | 28      | 33      | -5      |         |         |         |         |
| Talleres Argentina                | 1.ª          | 1999-C       | 19    | 4    | 8    | 7    | 16.º | -     | -    | -    | -    | -     | -  | -             | -             | -             | -             | -             | - | -     | 19    | 4     | 8     | 7   | 35.09 %     | 23      | 26      | -3      |         |         |         |         |
| Talleres Argentina                | 1.ª          | 1999-A       | 19    | 9    | 4    | 6    | 5.º  | -     | -    | -    | -    | 8     | 4  | 1             | 3             | 1.º           | -             | -             | - | -     | 27    | 13    | 5     | 9   | 54.32 %     | 51      | 42      | +9      |         |         |         |         |
| Talleres Argentina                | 1.ª          | 2000-C       | 19    | 7    | 6    | 6    | 13.º | -     | -    | -    | -    | -     | -  | -             | -             | -             | -             | -             | - | -     | 19    | 7     | 6     | 6   | 47.37 %     | 21      | 22      | -1      |         |         |         |         |
| Colón Argentina                   | 1.ª          | 2001-A       | 19    | 6    | 5    | 8    | 13.º | -     | -    | -    | -    | -     | -  | -             | -             | -             | -             | -             | - | -     | 19    | 6     | 5     | 8   | 40.35 %     | 21      | 27      | -6      |         |         |         |         |
| Colón Argentina                   | Total        | Total        | 19    | 6    | 5    | 8    | -    | -     | -    | -    | -    | -     | -  | -             | -             | -             | -             | -             | - | -     | 19    | 6     | 5     | 8   | 40.35 %     | 21      | 27      | -6      |         |         |         |         |
| Talleres Argentina                | 1.ª          | 2001-A       | 9     | 0    | 1    | 8    | Inc. | -     | -    | -    | -    | 5     | 1  | 4             | 0             | Inc.          | -             | -             | - | -     | 14    | 1     | 5     | 8   | 19.04 %     | 13      | 26      | -13     |         |         |         |         |
| Quilmes Argentina                 | 2.ª          | 2001-02      | 9     | 4    | 1    | 4    | 4.º  | -     | -    | -    | -    | -     | -  | -             | -             | -             | 2             | 1             | 0 | 1     | 11    | 5     | 1     | 5   | 48.48 %     | 12      | 15      | -3      |         |         |         |         |
| Quilmes Argentina                 | 2.ª          | 2002-03      | 19    | 9    | 6    | 4    | 3.º  | -     | -    | -    | -    | -     | -  | -             | -             | -             | -             | -             | - | -     | 19    | 9     | 6     | 4   | 57.9 %      | 34      | 17      | +17     |         |         |         |         |
| Quilmes Argentina                 | Total        | Total        | 28    | 13   | 7    | 8    | -    | -     | -    | -    | -    | -     | -  | -             | -             | -             | 2             | 1             | 0 | 1     | 30    | 14    | 7     | 9   | 54.45 %     | 46      | 32      | +14     |         |         |         |         |
| Argentinos Juniors Argentina      | 2.ª          | 2003-C       | 19    | 11   | 5    | 3    | 2.º  | -     | -    | -    | -    | -     | -  | -             | -             | -             | 4             | 0             | 1 | 3     | 23    | 11    | 6     | 6   | 56.53 %     | 30      | 15      | +15     |         |         |         |         |
| Argentinos Juniors Argentina      | Total        | Total        | 19    | 11   | 5    | 3    | -    | -     | -    | -    | -    | -     | -  | -             | -             | -             | 4             | 0             | 1 | 3     | 23    | 11    | 6     | 6   | 56.53 %     | 30      | 15      | +15     |         |         |         |         |
| América de Cali · Colombia        | 1.ª          | 2005-F       | 10    | 8    | 0    | 2    | Inc. | -     | -    | -    | -    | -     | -  | -             | -             | -             | -             | -             | - | -     | 10    | 8     | 0     | 2   | 80 %        | 14      | 5       | +9      |         |         |         |         |
| América de Cali · Colombia        | Total        | Total        | 10    | 8    | 0    | 2    | -    | -     | -    | -    | -    | -     | -  | -             | -             | -             | -             | -             | - | -     | 10    | 8     | 0     | 2   | 80 %        | 14      | 5       | +9      |         |         |         |         |
| Independiente Santa Fe · Colombia | 1.ª          | 2006-A       | 14    | 5    | 5    | 4    | 14.º | -     | -    | -    | -    | 6     | 3  | 0             | 3             | 1/8           | -             | -             | - | -     | 20    | 8     | 5     | 7   | 48.33 %     | 28      | 31      | -3      |         |         |         |         |
| Independiente Santa Fe · Colombia | 1.ª          | 2006-F       | 8     | 2    | 2    | 4    | Inc. | -     | -    | -    | -    | -     | -  | -             | -             | -             | -             | -             | - | -     | 8     | 2     | 2     | 4   | 33.33 %     | 12      | 13      | -1      |         |         |         |         |
| Independiente Santa Fe · Colombia | Total        | Total        | 22    | 7    | 7    | 8    | -    | -     | -    | -    | -    | 6     | 3  | 0             | 3             | -             | -             | -             | - | -     | 28    | 10    | 7     | 11  | 44.04 %     | 40      | 44      | -4      |         |         |         |         |
| Talleres Argentina                | 2.ª          | 2006-07      | 11    | 0    | 4    | 7    | Inc. | -     | -    | -    | -    | -     | -  | -             | -             | -             | -             | -             | - | -     | 11    | 0     | 4     | 7   | 12.12 %     | 5       | 16      | -11     |         |         |         |         |
| Talleres Argentina                | Total        | Total        | 142   | 49   | 40   | 53   | -    | -     | -    | -    | -    | 13    | 5  | 5             | 3             | -             | 6             | 3             | 2 | 1     | 161   | 57    | 47    | 57  | 45.13 %     | 223     | 213     | +10     |         |         |         |         |
| Universitario · Perú              | 1.ª          | 2007         | 12    | 5    | 4    | 3    | 5.º  | -     | -    | -    | -    | -     | -  | -             | -             | -             | -             | -             | - | -     | 12    | 5     | 4     | 3   | 52.78 %     | 15      | 12      | +3      |         |         |         |         |
| Universitario · Perú              | 1.ª          | 2008         | 52    | 24   | 17   | 11   | 3.º  | -     | -    | -    | -    | 2     | 0  | 1             | 1             | FP            | -             | -             | - | -     | 54    | 24    | 18    | 12  | 55.55 %     | 72      | 55      | +17     |         |         |         |         |
| Universitario · Perú              | Total        | Total        | 64    | 29   | 21   | 14   | -    | -     | -    | -    | -    | 2     | 0  | 1             | 1             | -             | -             | -             | - | -     | 66    | 29    | 22    | 15  | 55.05 %     | 87      | 67      | +20     |         |         |         |         |
| Vélez Sarsfield Argentina         | 1.ª          | 2009-C       | 19    | 11   | 7    | 1    | 1.º  | -     | -    | -    | -    | -     | -  | -             | -             | -             | -             | -             | - | -     | 19    | 11    | 7     | 1   | 70.17 %     | 29      | 13      | +16     |         |         |         |         |
| Vélez Sarsfield Argentina         | 1.ª          | 2009-A       | 19    | 10   | 4    | 5    | 5.º  | -     | -    | -    | -    | 6     | 2  | 3             | 1             | 1/4           | -             | -             | - | -     | 25    | 12    | 7     | 6   | 57.33 %     | 38      | 29      | +9      |         |         |         |         |
| Vélez Sarsfield Argentina         | 1.ª          | 2010-C       | 19    | 7    | 6    | 6    | 9.º  | -     | -    | -    | -    | 8     | 5  | 1             | 2             | 1/8           | -             | -             | - | -     | 27    | 12    | 7     | 8   | 53.08 %     | 45      | 17      | +28     |         |         |         |         |
| Vélez Sarsfield Argentina         | 1.ª          | 2010-A       | 19    | 13   | 4    | 2    | 2.º  | -     | -    | -    | -    | 2     | 0  | 1             | 1             | 2.ªF          | -             | -             | - | -     | 21    | 13    | 5     | 3   | 69.84 %     | 34      | 11      | +23     |         |         |         |         |
| Vélez Sarsfield Argentina         | 1.ª          | 2011-C       | 19    | 12   | 3    | 4    | 1.º  | -     | -    | -    | -    | 12    | 8  | 1             | 3             | 1/2           | -             | -             | - | -     | 31    | 20    | 4     | 7   | 68.82 %     | 62      | 28      | +34     |         |         |         |         |
| Vélez Sarsfield Argentina         | 1.ª          | 2011-A       | 19    | 9    | 4    | 6    | 3.º  | -     | -    | -    | -    | 8     | 3  | 3             | 2             | 1/2           | -             | -             | - | -     | 27    | 12    | 7     | 8   | 53.08 %     | 33      | 24      | +9      |         |         |         |         |
| Vélez Sarsfield Argentina         | 1.ª          | 2012-C       | 19    | 9    | 6    | 4    | 3.º  | 2     | 1    | 1    | 0    | 10    | 6  | 1             | 3             | 1/4           | -             | -             | - | -     | 31    | 16    | 8     | 7   | 60.21 %     | 42      | 23      | +19     |         |         |         |         |
| Vélez Sarsfield Argentina         | 1.ª          | 2012-I       | 19    | 13   | 2    | 4    | 1.º  | -     | -    | -    | -    | -     | -  | -             | -             | -             | -             | -             | - | -     | 19    | 13    | 2     | 4   | 71.93 %     | 31      | 12      | +19     |         |         |         |         |
| Vélez Sarsfield Argentina         | 1.ª          | 2013-F       | 20    | 5    | 8    | 7    | 1.º  | 1     | 0    | 1    | 0    | 8     | 5  | 1             | 2             | 1/8           | -             | -             | - | -     | 29    | 10    | 10    | 9   | 45.97 %     | 31      | 25      | +6      |         |         |         |         |
| Vélez Sarsfield Argentina         | 1.ª          | 2013-I       | 19    | 8    | 7    | 4    | 3.º  | -     | -    | -    | -    | 6     | 3  | 1             | 2             | 1/4           | -             | -             | - | -     | 25    | 11    | 8     | 6   | 54.67 %     | 30      | 21      | +9      |         |         |         |         |
| Palmeiras · Brasil                | 1.ª          | 2014         | 10    | 1    | 1    | 8    | Inc. | 3     | 2    | 0    | 1    | -     | -  | -             | -             | -             | -             | -             | - | -     | 13    | 3     | 1     | 9   | 25.64 %     | 9       | 17      | -8      |         |         |         |         |
| Palmeiras · Brasil                | Total        | Total        | 10    | 1    | 1    | 8    | -    | 3     | 2    | 0    | 1    | -     | -  | -             | -             | -             | -             | -             | - | -     | 13    | 3     | 1     | 9   | 25.64 %     | 9       | 17      | -8      |         |         |         |         |
| Vélez Sarsfield Argentina         | 1.ª          | 2023         | 12    | 1    | 7    | 4    | Inc. | -     | -    | -    | -    | -     | -  | -             | -             | -             | -             | -             | - | -     | 12    | 1     | 7     | 4   | 27.77 %     | 11      | 13      | -2      |         |         |         |         |
| Vélez Sarsfield Argentina         | Total        | Total        | 203   | 98   | 58   | 47   | -    | 3     | 1    | 2    | 0    | 60    | 32 | 12            | 16            | -             | -             | -             | - | -     | 266   | 131   | 72    | 63  | 58.27 %     | 386     | 216     | +170    |         |         |         |         |
| Total clubes                      | Total clubes | Total clubes | 547   | 236  | 150  | 161  | -    | 6     | 3    | 2    | 1    | 87    | 42 | 20            | 25            | -             | 19            | 6             | 5 | 8     | 659   | 287   | 177   | 195 | 52.5 %      | 912     | 688     | +224    |         |         |         |         |
| 1. 2. 3. 4.                       |              |              |       |      |      |      |      |       |      |      |      |       |    |               |               |               |               |               |   |       |       |       |       |     |             |         |         |         |         |         |         |         |

#### Selecciones
| Selección         | Período           |                   | Copa América | Copa América | Copa América | Copa América | Copa América |    | Clasificatorias Mundial | Clasificatorias Mundial | Clasificatorias Mundial | Clasificatorias Mundial |   | Mundial | Mundial | Mundial | Mundial | Mundial |    | Amistosos | Amistosos | Amistosos | Amistosos |             | Totales | Totales | Totales | Totales | Totales | Totales | Totales | Totales |
| Selección         | Período           | Part.             | G            | E            | P            | Pos.         | Part.        | G  | E                       | P                       | Part.                   | G                       | E | P       | Pos.    | Part.   | G       | E       | P  | Part.     | G         | E         | P         | Rendimiento | GF      | GC      | Dif.    |         |         |         |         |         |
| ----------------- | ----------------- | ----------------- | ------------ | ------------ | ------------ | ------------ | ------------ | -- | ----------------------- | ----------------------- | ----------------------- | ----------------------- | - | ------- | ------- | ------- | ------- | ------- | -- | --------- | --------- | --------- | --------- | ----------- | ------- | ------- | ------- | ------- | ------- | ------- | ------- | ------- |
| Perú              | 2015              | 6                 | 3            | 1            | 2            | 3.º          | 4            | 1  | 0                       | 3                       | -                       | -                       | - | -       | -       | 4       | 0       | 2       | 2  | 14        | 4         | 3         | 7         | 35.71 %     | 13      | 18      | -5      |         |         |         |         |         |
| Perú              | 2016              | 4                 | 2            | 2            | 0            | 1/4          | 8            | 3  | 2                       | 3                       | -                       | -                       | - | -       | -       | 2       | 2       | 0       | 0  | 14        | 7         | 4         | 3         | 59.52 %     | 24      | 14      | +10     |         |         |         |         |         |
| Perú              | 2017              | -                 | -            | -            | -            | -            | 6            | 3  | 3                       | 0                       | -                       | -                       | - | -       | -       | 2       | 2       | 0       | 0  | 8         | 5         | 3         | 0         | 75 %        | 17      | 8       | +9      |         |         |         |         |         |
| Perú              | 2018              | -                 | -            | -            | -            | -            | 2            | 1  | 1                       | 0                       | 3                       | 1                       | 0 | 2       | FG      | 11      | 5       | 2       | 4  | 16        | 7         | 3         | 6         | 50 %        | 21      | 13      | +8      |         |         |         |         |         |
| Perú              | 2019              | 6                 | 2            | 2            | 2            | 2.º          | -            | -  | -                       | -                       | -                       | -                       | - | -       | -       | 9       | 3       | 1       | 5  | 15        | 5         | 3         | 7         | 40 %        | 11      | 18      | -7      |         |         |         |         |         |
| Perú              | 2020              | -                 | -            | -            | -            | -            | 4            | 0  | 1                       | 3                       | -                       | -                       | - | -       | -       | -       | -       | -       | -  | 4         | 0         | 1         | 3         | 8.33 %      | 4       | 10      | -6      |         |         |         |         |         |
| Perú              | 2021              | 7                 | 2            | 2            | 3            | 4.º          | 10           | 5  | 1                       | 4                       | -                       | -                       | - | -       | -       | -       | -       | -       | -  | 17        | 7         | 3         | 7         | 47.06 %     | 21      | 24      | -3      |         |         |         |         |         |
| Perú              | 2022              | -                 | -            | -            | -            | -            | 5            | 2  | 2                       | 1                       | -                       | -                       | - | -       | -       | 3       | 2       | 1       | 0  | 8         | 4         | 3         | 1         | 62.5 %      | 9       | 3       | +6      |         |         |         |         |         |
| Perú              | Total             | 23                | 9            | 7            | 7            | -            | 39           | 15 | 10                      | 14                      | 3                       | 1                       | 0 | 2       | -       | 31      | 14      | 6       | 11 | 96        | 39        | 23        | 34        | 48.62 %     | 120     | 108     | +12     |         |         |         |         |         |
| Chile             | 2024              | 3                 | 0            | 2            | 1            | FG           | 6            | 1  | 1                       | 4                       | -                       | -                       | - | -       | -       | 3       | 2       | 0       | 1  | 12        | 3         | 3         | 6         | 33.33 %     | 14      | 17      | -3      |         |         |         |         |         |
| Chile             | 2025              | -                 | -            | -            | -            | -            | 4            | 0  | 1                       | 3                       | -                       | -                       | - | -       | -       | 1       | 1       | 0       | 0  | 5         | 1         | 1         | 3         | 26.67 %     | 6       | 5       | +1      |         |         |         |         |         |
| Chile             | Total             | 3                 | 0            | 2            | 1            | -            | 10           | 1  | 2                       | 8                       | -                       | -                       | - | -       | -       | 4       | 3       | 0       | 1  | 17        | 4         | 4         | 9         | 31.37 %     | 20      | 22      | -2      |         |         |         |         |         |
| Total selecciones | Total selecciones | Total selecciones | 26           | 9            | 9            | 8            | -            | 49 | 16                      | 12                      | 21                      | 3                       | 1 | 0       | 2       | -       | 35      | 17      | 6  | 12        | 113       | 43        | 27        | 43          | 46.01 % | 140     | 130     | +10     |         |         |         |         |
| 1.                |                   |                   |              |              |              |              |              |    |                         |                         |                         |                         |   |         |         |         |         |         |    |           |           |           |           |             |         |         |         |         |         |         |         |         |

##### Resumen por competiciones
| Competición                   | Partidos | Ganados | Empatados | Perdidos | %       | Resultado              |
| Clubes                        | Clubes   | Clubes  | Clubes    | Clubes   | Clubes  | Clubes                 |
| ----------------------------- | -------- | ------- | --------- | -------- | ------- | ---------------------- |
| Primera B Nacional            | 133      | 58      | 37        | 38       | 52.88 % | Campeón                |
| Primera División de Argentina | 327      | 139     | 89        | 99       | 51.58 % | Campeón                |
| Copa Argentina                | 3        | 1       | 2         | 0        | 55.55 % | Dieciseisavos de final |
| Categoría Primera A           | 32       | 15      | 7         | 10       | 54.17 % | 14.º lugar             |
| Primera División del Perú     | 64       | 29      | 21        | 14       | 56.25 % | Campeón                |
| Brasileirão                   | 10       | 1       | 1         | 8        | 13.33 % | 16.º lugar             |
| Copa de Brasil                | 3        | 2       | 0         | 1        | 66.67 % | Octavos de final       |
| Copa Libertadores             | 44       | 27      | 4         | 13       | 64.39 % | Semifinales            |
| Copa Sudamericana             | 24       | 8       | 9         | 7        | 45.83 % | Semifinales            |
| Copa Conmebol                 | 8        | 4       | 1         | 3        | 54.17 % | Campeón                |
| Copa Mercosur                 | 5        | 1       | 4         | 0        | 46.67 % | Fase de grupos         |
| Supercopa Sudamericana        | 6        | 2       | 2         | 2        | 44.44 % | Fase de grupos         |
| Total clubes                  | 659      | 287     | 177       | 195      | 52.5 %  | 7 Títulos              |
| Selecciones                   |          |         |           |          |         |                        |
| Clasificatorias Mundial       | 49       | 16      | 12        | 21       | 40.81 % | Clasificado            |
| Mundial                       | 3        | 1       | 0         | 2        | 33.33 % | Fase de grupos         |
| Copa América                  | 26       | 9       | 9         | 8        | 46.16 % | Subcampeón             |
| Amistosos                     | 35       | 17      | 6         | 12       | 54.28 % | +17 PG                 |
| Total selección               | 113      | 43      | 27        | 43       | 46.01 % | Sin Títulos            |
| Total en su carrera           | 772      | 330     | 204       | 238      | 51.56 % | 7 Títulos              |

## Palmarés

### Como jugador

#### Campeonatos nacionales
| Título              | Equipo          | País      | Año    |
| ------------------- | --------------- | --------- | ------ |
| Categoría Primera A | América de Cali | Colombia  | 1985   |
| Categoría Primera A | América de Cali | Colombia  | 1986   |
| Primera División    | Independiente   | Argentina | C-1994 |

#### Copas internacionales
| Título                 | Equipo        | Sede       | Año  |
| ---------------------- | ------------- | ---------- | ---- |
| Supercopa Sudamericana | Independiente | Avellaneda | 1994 |

### Como entrenador

#### Campeonatos nacionales
| Título             | Equipo          | País      | Año    |
| ------------------ | --------------- | --------- | ------ |
| Primera B Nacional | Talleres        | Argentina | 1998   |
| Torneo Apertura    | Universitario   | Perú      | 2008   |
| Primera División   | Vélez Sarsfield | Argentina | 2009-C |
| Primera División   | Vélez Sarsfield | Argentina | 2011-C |
| Primera División   | Vélez Sarsfield | Argentina | 2012-I |
| Primera División   | Vélez Sarsfield | Argentina | 2013   |

#### Copas internacionales
| Título        | Equipo   | Sede    | Año  |
| ------------- | -------- | ------- | ---- |
| Copa Conmebol | Talleres | Córdoba | 1999 |